# Callejón de Huaylas

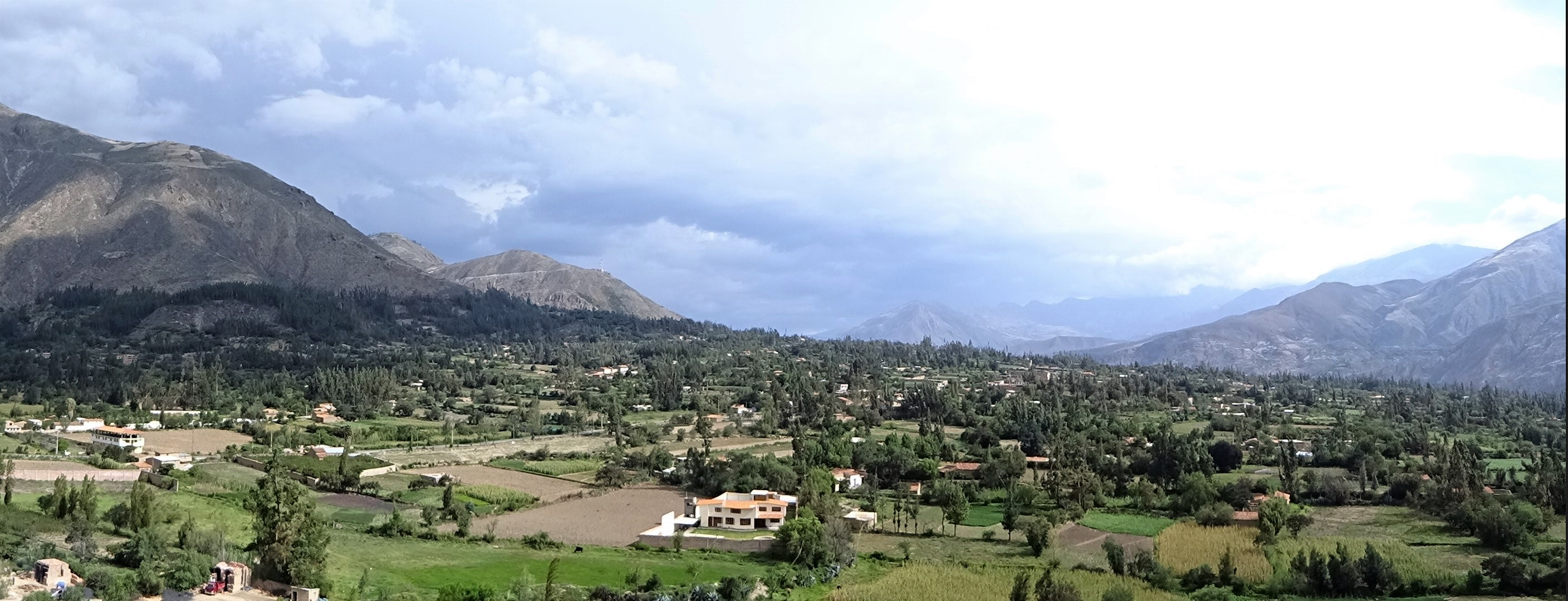
Panorama över Callejón del Huaylas.

Callejón del Huaylas är en vidsträckt dal som sträcker sig längs Santaflodens sträckning i departementet Áncash i Peru. Dalen avgränsas av Cordillera Negra (den svarta bergskedjan) i väster och Cordillera Blanca (den vita bergskedjan) i öster. Den sista har sitt namn efter sina snötäckta bergstoppar. Den har många glaciärer och även Perus högsta topp, den snöbetäckta Huascarán med sina 6.768 meter över havet.
I Callejón del Huaylas hittar man Nationalparken Huascaran, på Unescos världsarvslista.
Området är ett populärt turistmål, inte minst för den vackra bergsnaturen och för bergsbestigning.